# Joe Mantegna

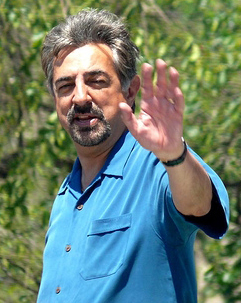
Joe Mantegna w 2008 roku

Joseph Anthony Mantegna Jr. (ur. 13 listopada 1947 w Chicago) – amerykański aktor, reżyser i producent. Szerokiej publiczności znany głównie z ról drugoplanowych. Swoje największe sukcesy osiągnął we współpracy z Davidem Mametem.

## Życiorys

### Młodość
Urodził się i wychował w Chicago w stanie  Illinois w rodzinie rzymskokatolickiej jako syn Mary Ann (z domu Novelli), urzędniczka wysyłkowa z Acquaviva delle Fonti, i Josepha Anthony’ego Mantegny, sprzedawca ubezpieczeń z Calascibetta na Sycylii. W 1965 ukończył J. Sterling Morton High School East w Cicero w Illinois. W latach 1964–1969 śpiewał i grał na basie w zespole rockowym Apochryphals w Chicago. W latach 1967–1969 studiował aktorstwo w The Theatre School na Uniwersytecie DePaul i w Chicago Drama Academy Goodman School of Drama w Chicago.

### Kariera
Po ukończeniu studiów dołączył do lokalnego teatru Organic Theatre Company w Chicago. W 1969 zadebiutował w roli Bergera w scenicznej produkcji Hair. W latach 1972–1973 grał postać Judasza w musicalu Stephena Schwartza Godspell.
W 1978 wystąpił po raz pierwszy na Broadwayu jako Emilio Hernandez i Dave McCormick w spektaklu Working. W 1984 otrzymał Tony Award i Drama Desk Award dla najlepszego aktora jako Richard Roma w sztuce Davida Mameta Glengarry Glen Ross z Robertem Prosky, J.T. Walshem, Williamem Petersenem, Lane’em Smithem i Jamesem Tolkanem. W 1988 był nominowany do Drama Desk Award za rolę Bobby’ego Goulda w przedstawieniu Speed-the-Plow u boku Madonny i Rona Silvera.
Debiutował na ekranie w familijnym dramacie krótkometrażowym Medusa Challenger (1977). Zagrał kobiecego dentystę Bruce’a Flecksteina w komediodramacie Kompromisowe pozycje (Compromising Positions, 1985) z Susan Sarandon, menadżera i przyjaciela Elvisa Presleya (w tej roli Kurt Russell) – Josepha Carmine Esposito w filmie biograficznym Johna Carpentera Elvis (1979), muzę w komedii muzycznej fantasy Xanadu (1980) z Olivią Newton-John i Gene’em Kellym, Arta Shirka w komedii Richarda Benjamina Skarbonka (The Money Pit, 1986) z Tomem Hanksem i Shelley Long oraz Harry’ego Fluglemana w komedii Johna Landisa Trzej amigos (1986), gdzie w rolach głównych wystąpili: Steve Martin, Chevy Chase i Martin Short. W dreszczowcu kryminalnym Davida Mameta Dom gry (House of Games, 1987) z Lindsay Crouse wcielił się w postać gangstera, który grozi śmiercią załamanemu psychicznie nałogowemu hazardziście w pokera, jeśli nie spłaci swego długu.
W 1999 został uhonorowany Commitment to Chicago Award za zasługi dla swojego miasta Chicago.

## Życie prywatne
3 grudnia 1975 ożenił się z Arlene Vrhel. Mają dwie córki: Mię (ur. 5 czerwca 1987) i Gię (ur. 17 kwietnia 1990).

## Filmografia

### Aktor
- 1977: Medusa Challenger jako Joe
- 1978: Towing jako Chris
- 1979–1983: Archie Bunker’s Place jako Joe Garver (gościnnie)
- 1979: Elvis jako Joe Esposito
- 1980: Xanadu
- 1981-1988: Simon & Simon jako Henry (1982) (gościnnie)
- 1983: Second Thoughts jako starszy
- 1984: Outlaws jako Yuri
- 1985–1989: Twilight Zone, The jako Harry Dobbs (1987) (gościnnie)
- 1985: Kompromitujące pozy (Compromising Positions) jako Bruce Fleckstein
- 1986: Skarbonka (Money Pit, The) jako Art Shirk
- 1986: Nie do taktu (Off Beat) jako Pete Peterson
- 1986: Trzej amigos (¡Three Amigos!) jako Harry Flugleman
- 1987: Stan krytyczny (Critical Condition) jako Chambers
- 1987: Podejrzany (Suspect) jako Charlie Stella
- 1987: Dom gry (House of Games) jako Mike
- 1988: Fortuna kołem się toczy (Things Change) jako Jerry
- 1989: Byle do wiosny (Wait Until Spring, Bandini) jako Bandini
- 1989: Simpsonowie (Simpsons, The) jako Fat Tony (głos) (gościnnie)
- 1990: Alicja (Alice) jako Joe
- 1990: Ojciec chrzestny III (Godfather: Part III, The) jako Joey Zasa
- 1991: Pełzaki (Rugrats) jako (głos) (gościnnie)
- 1991: Bugsy jako George Raft
- 1991: Godfather Family: A Look Inside, The jako on sam
- 1991: Przyjaciele w Queens (Queens Logic) jako Al
- 1991: Wydział zabójstw (Homicide) jako Bobby Gold
- 1992: Towarzysze słońca (Comrades of Summer, The) jako Sparky Smith
- 1992: Water Engine, The jako Lawrence Oberman
- 1992: Godfather Trilogy: 1901–1980, The jako Joey Zaza
- 1993–1995: Upadłe anioły (Fallen Angels) jako Carl Streeter (gościnnie)
- 1993: Rodzinne marzenia (Family Prayers) jako Martin Jacobs
- 1993: Sidła miłości (Body of Evidence) jako Robert Garrett
- 1993: Szachowe dzieciństwo (Searching for Bobby Fischer) jako Fred Waitzkin
- 1993−2004: Frasier jako Derek Mann (głos) (gościnnie)
- 1994: Brzdąc w opałach (Baby’s Day Out) jako Eddie
- 1994: Stan pogotowia (State of Emergency) jako dr John Novelli
- 1994: Odlotowcy (Airheads) jako Ian
- 1995: Zapomnij o Paryżu (Forget Paris) jako Andy
- 1995: Ulubione grzechy śmiertelne (Favorite Deadly Sins) jako Frank Musso
- 1995: Chłopcy bombowcy (Captain Nuke and the Bomber Boys) jako Joey
- 1995: Poza podejrzeniem (Above Suspicion) jako Rhinehart
- 1996: Na dobre i złe (For Better or Worse) jako Stone
- 1996: Namiętności (Up Close and Personal) jako Bucky Terranova
- 1996: Przeklęty (Thinner) jako Richie Ginelli
- 1996: Dzień ojca (Underworld) jako Frank Gavilan/Frank Cassady/Richard Essex
- 1996: Oko za oko (Eye for an Eye) jako detektyw Denillo
- 1996: Nieznane osoby (Persons Unknown) jako Jim Holland
- 1997: Ostatni don (Last Don, The) jako Pipi De Lena
- 1997: Ocaleni (Call to Remember, A) jako David Tobias
- 1997: Człowiek do wynajęcia (For Hire) jako Alan Webber
- 1998: Jerry i Tom (Jerry and Tom) jako Tom
- 1998: Błąd w sztuce (Error in Judgment) jako Eric
- 1998: Ludzie rozrywki (Rat Pack, The) jako Dean Martin
- 1998: Ciało i dusza (Body and Soul) jako Alex Dumas
- 1998: Celebrity jako Tony Gardella
- 1998: Powietrzny dramat (Airspeed) jako Raymond Stone
- 1998: Ostatni don II (Last Don II, The) jako Pippi De Lena
- 1998: Wonderful Ice Cream Suit, The jako Gomez
- 1998: Hoods jako Angelo 'Ange' Martinelli
- 1999: Smak wolności (Liberty Heights) jako Nate Kurtzman
- 1999: Directors, The jako on sam (gościnnie)
- 1999: Drobne przewinienia (Spenser: Small Vices) jako Spenser
- 1999: Posłaniec (Runner, The) jako Rocco
- 1999: Moja kochana zabójczyni (My Little Assassin) jako Fidel Castro
- 2000: Fall jako agent Jim Danaher
- 2000: Jak we mgle (Thin Air) jako Spenser
- 2000: Więcej psów niż kości (More Dogs Than Bones) jako De Salvo
- 2001: Turbulencja 3 (Turbulence 3: Heavy Metal) jako Frank Garner
- 2001: Byłem Młodym Faustem (I Was A Teenage Faust) jako on sam
- 2001: Off Key jako Ricardo Palacios
- 2001: W pogoni za cieniem (Walking Shadow) jako Spenser
- 2001: Laguna
- 2001: Łabędzie nutki (Trumpet of the Swan, The) jako Monty (głos)
- 2002: Wujek Nino (Uncle Nino) jako Robert Micelli
- 2002: Mother Ghost jako Jerry
- 2002: First Monday jako Joseph Novelli
- 2003–2005: Joan z Arkadii (Joan of Arcadia) jako Will Girardi
- 2004: Pontormo jako Pontormo
- 2004: This Old Cub jako on sam
- 2004: Christmas in Tinseltown jako on sam
- 2004: Niełatwa miłość (Stateside) jako pan Deloach
- 2004: Bardzo małżeńska Gwiazdka jako Frank Griffin
- 2005: Nine Lives jako Richard
- 2005: Edmond jako mąż
- 2005: Dzieciak i ja (Kid & I, The) jako Davis Roman
- 2007: Starter Wife, The jako Lou Manahan
- 2007: Cougar Club jako Joe Mantegna
- od 2007: Zabójcze umysły (Criminal Minds) jako agent FBI David Rossi
- 2008: Hank & Mike jako pan Pan (pan pan)
- 2008: West of Brooklyn jako Gaetano D’Amico
- 2008: Witless Protection jako dr Rondog
- 2009: My Suicide jako Indian Psychiatrist
- 2009: Lonely Street jako Jerry Finkelman

### Reżyser
- 2000: Na wielkich jeziorach (Lakeboat)

### Producent
- 1984: Corduroy
- 1998: Hoods
- 1998: Jerry i Tom (Jerry and Tom)
- 2000: Na wielkich jeziorach (Lakeboat)